# Colosseum (Wilster)

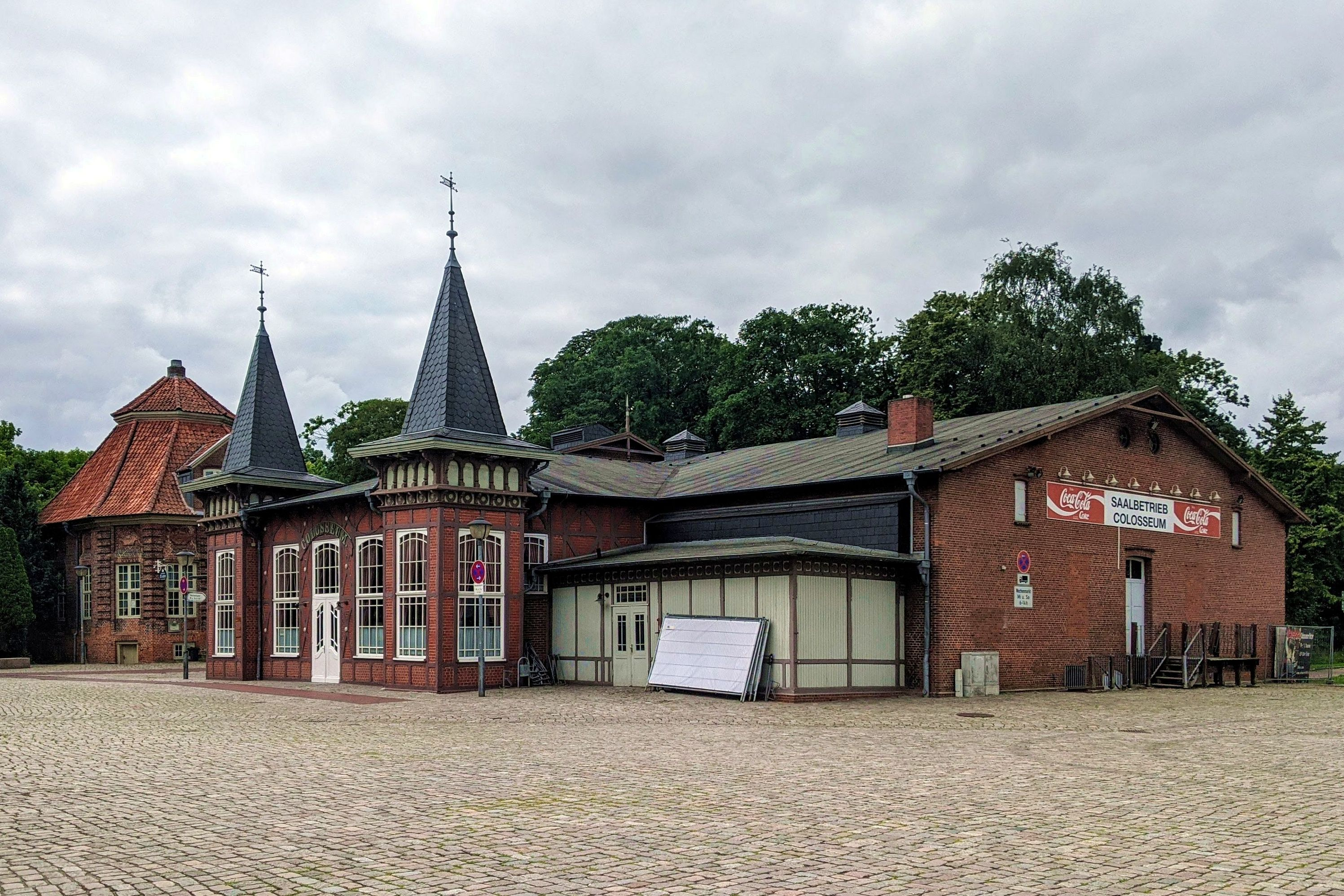
Wilster Colosseum

Das Colosseum in Wilster ist ein Gebäude von 1900, in dem sich seit 1990 der größte Saalbetrieb des schleswig-holsteinischen Landkreises Steinburg befindet.

## Geschichte
Anstelle des Colosseums entstand um 1775 eine als Lustgarten genutzte Parkanlage. Der Park gehörte zum 1826 Palais am Marktplatz.
Seit 1990 dient das Colosseum vor allem als Veranstaltungshalle für Familienfeste und Firmenfeste, als Ort für Theateraufführungen, sowie als Discothek.

## Architektur
Beim Colosseum handelt es sich um einen eklektizistischen Saalbau. Der Backsteinbau ist reich ornamentiert. Platzbildprägend sind die beiden markanten Ecktürme am Eingangstor. Das Gebäude ist mit einem abgeflachten Walmdach bedeckt. Das Gebäude steht unter Denkmalschutz.

## Umgebung
In unmittelbarer Umgebung steht das Gartenhaus Michaelsen aus dem Jahr 1777, das im Volksmund Trichter genannt wird. Es beherbergt heute ein Restaurant.  Fußläufig erreichbar ist der historische Marktplatz mit der Stadtkirche St. Bartholomäus, dem Wahrzeichen der Stadt.
Außerdem befinden sich auf dem Vorplatz der ZOB der Stadt und ein kostenfreier Wohnmobilstellplatz.